# Nuts (filme)
Nuts (bra: Querem Me Enlouquecer; prt: Louca) é um filme estadunidense de 1987, do gênero drama, dirigido por Martin Ritt e baseado em peça teatral de Tom Topor.

## Sinopse
Claudia Draper (Barbra Streisand) é uma prostituta de luxo que mata Allen Green (Leslie Nielsen), um "cliente", para se defender. A defesa alega insanidade, com o apoio da família dela, pois acreditam que só assim ela terá chance de escapar da condenação. Entretanto, isto também significa que será mandada para um instituição para doentes mentais por tempo indeterminado. Assim, entrega seu caso a Aaron Levinsky (Richard Dreyfuss), um advogado que tem como função não provar que ela é inocente mas sim sua sanidade, pois assim poderá ser julgada em tribunal e então tentar provar sua inocência.

## Elenco
- Barbra Streisand ....  Claudia Draper
- Richard Dreyfuss ....  Aaron Levinsky
- Maureen Stapleton ....  Rose Kirk
- Karl Malden ....  Arthur Kirk
- Eli Wallach ....  Dr. Herbert A. Morrison
- Robert Webber ....  Francis MacMillan
- James Whitmore ....  juiz Stanley Murdoch
- Leslie Nielsen ....  Allen Green
- William Prince ....  Clarence Middleton
- Dakin Matthews ....  juiz Lawrence Box
- Paul Benjamin ....  Harry Harrison
- Warren Manzi ....  Saul Kreiglitz
- Elizabeth Hoffman ....  Dr. Johnson
- Castulo Guerra ....  Dr. Arantes
- Stacy Bergman ....  Claudia com 16 anos

## Prêmios e indicações
Globo de Ouro 1987 (EUA)
- Recebeu três indicações, nas categorias de melhor filme - drama, melhor atriz - drama (Barbra Streisand) e melhor ator coadjuvante (Richard Dreyfuss).